# Poecilasthena pellucida
Poecilasthena pellucida là một loài bướm đêm trong họ Geometridae.